# Лукаш Тралка
Лукаш Тралка (пол. Łukasz Trałka, нар. 11 травня 1984, Ряшів, Польща) — польський футболіст, півзахисник.
За збірну Польщі дебютував в матчі зі збірною Сербії 14 грудня 2008.

## Титули і досягнення
- Чемпіон Польщі (1):

«Лех»: 2014-15
- Володар Суперкубка Польщі (2):

«Лех»: 2015, 2016